# Jean Hérain
Pour les articles homonymes, voir Hérain.

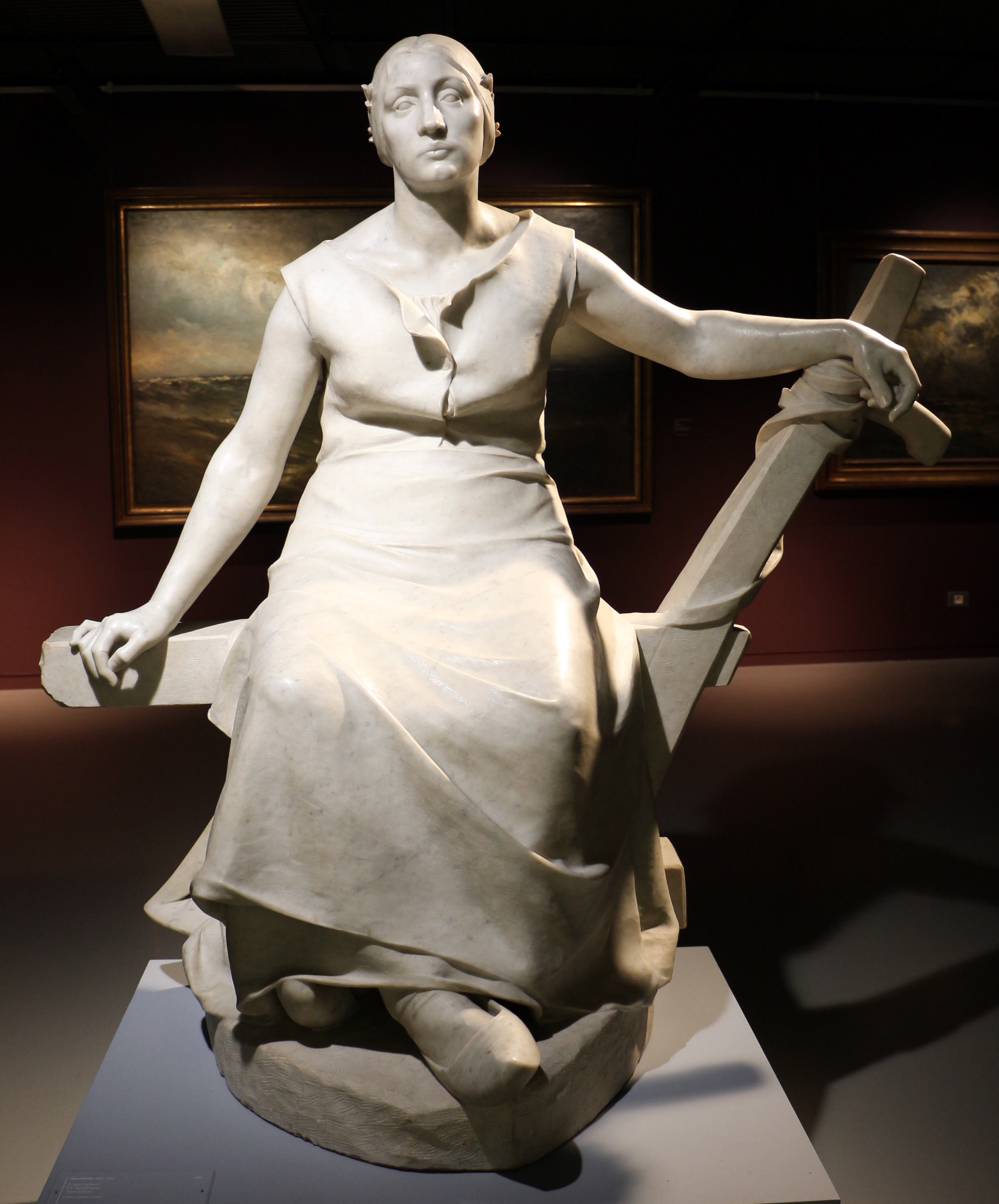
L'Agriculture, Musées royaux des Beaux-Arts de Belgique.

Jean Hérain est un sculpteur belge né à Louvain le 24 octobre 1853 et mort à Ixelles (Bruxelles) le 19 décembre 1924.

## Biographie
Jean Hérain, né le 24 octobre 1953 à Louvain, est le fils de François Hérain, cuisinier, et d'Hildegarde Prouveur . Il se marie le 24 octobre 1888 à Saint-Gilles (Bruxelles) avec Gustavine Vanhove, tailleuse. 
En 1880, il commence ses études artistiques à l'Académie de Louvain où il est formé par Louis de Taeye puis par Eugène Simonis à l'Académie de Bruxelles. Il en sort parmi les lauréats dans les années 1870.
Il part ensuite à Paris où il complète sa formation artistique à École des Beaux-Arts de Paris dans l'atelier du sculpteur Eugène Guillaume et chez le statuaire Charpentier.
Dans ses premières réalisations, il privilégie les portraits en buste et en médaillon. En 1889, il inaugure à Charleroi son premier buste dans un espace public, François-Joseph Navez. 
Il séjourne brièvement en Amérique où il connaît un certain succès. En 1897, il remporte une médaille d'or à l'Exposition internationale des beaux-arts de Munich.
De retour en Belgique, Il obtient des commandes officielles à Bruxelles et pour la décoration statuaire de nouvelles gares. Au début du XXe siècle, des statues lui sont commandées par des autorités communales belges mettant en valeur leurs citoyens méritants notamment à Nivelles, Bruxelles, Wilrijk, Grez-Doiceau et Gembloux.
Ses sculptures, bustes et monuments étaient particulièrement appréciés de ses contemporains pour leur réalisme et leur expressivité. 

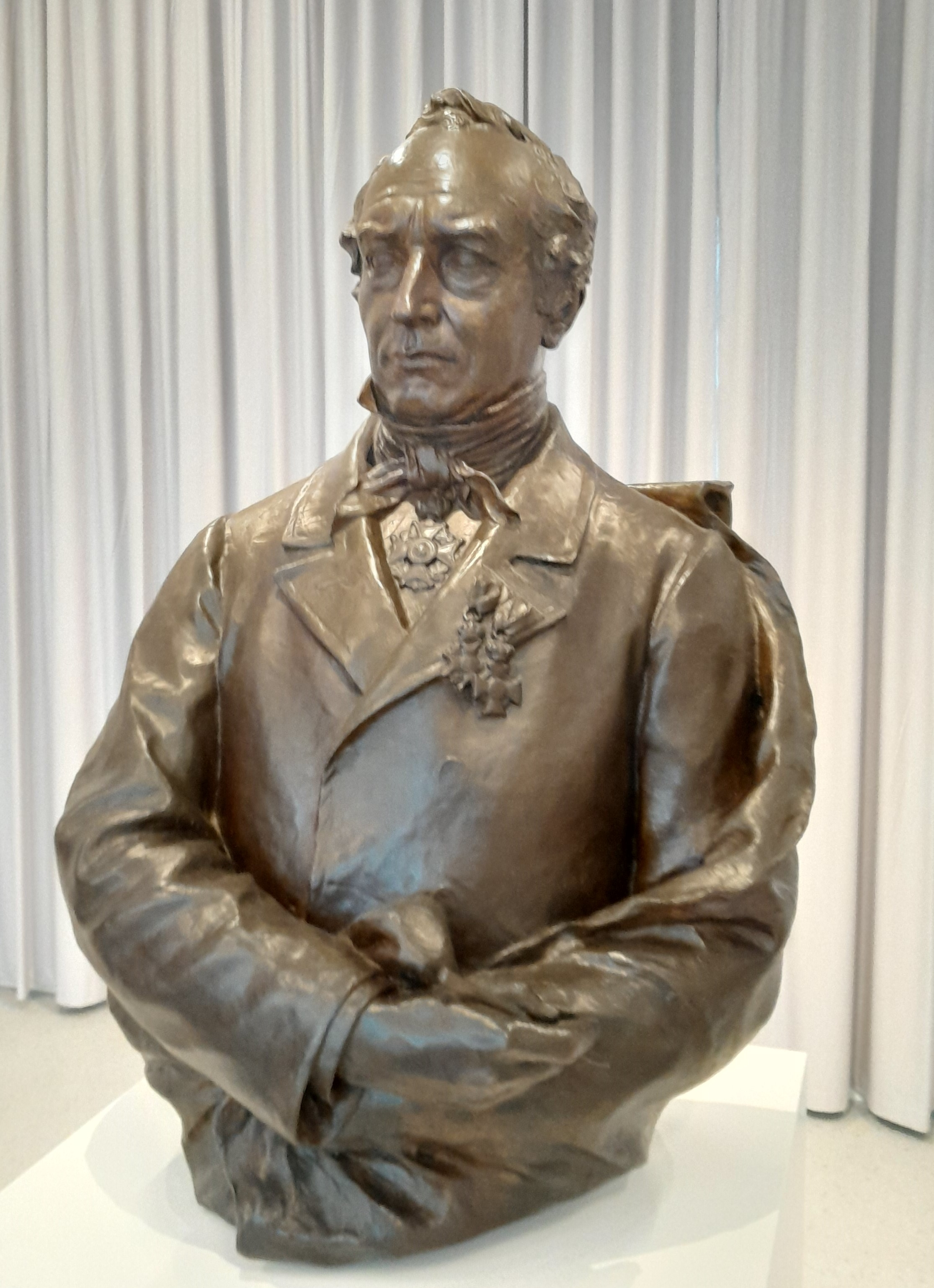
François Navez par Jean Hérain, Musée des Beaux-Arts de Charleroi

## Sélection d'œuvres
- 1888 : L'esclave (présenté au Salon triennal d'Anvers)[6];
- 1889 : 
  - Buste de François-Joseph Navez, bronze au Musée des Beaux-Arts de Charleroi ;
  - Maternité, Musée des Beaux-Arts de Louvain ;
- 1891 : Maternité, groupe en bronze ;
- 1892 : L'Agriculture, marbre au Musées royaux de Beaux-Arts de Belgique[3] (présenté au salon «Pour l'Art» de Bruxelles) ;
- 1894 : Sculptures de la gare royale de Laeken ;
- 1896 : 
  - Le Tigre dévorant un cygne, bronze au Jardin botanique de Bruxelles ;
  - Martyr (présenté à l'Exposition de la Feuille d'Etain à Bruxelles) ;
- 1903 : Monument Louis Seutin, bronze à Nivelles[7] ;
- 1904 : Monument du Père Constant De Deken, marbre, Wilrijk ;
- 1905 : Monument des Combattants, bronze à Grez-Doiceau[8];
- 1907 : Monument du moine Sigebert à Gembloux;
- 1909 : Fronton de l'École royale militaire à Bruxelles[3];
- 1910 : L'homme au vase, bronze, Square de Meeûs à Ixelles (présenté à l'Exposition universelle de Bruxelles de 1910) ;
- s.d. : La Fécondité, Saint-Gilles ;

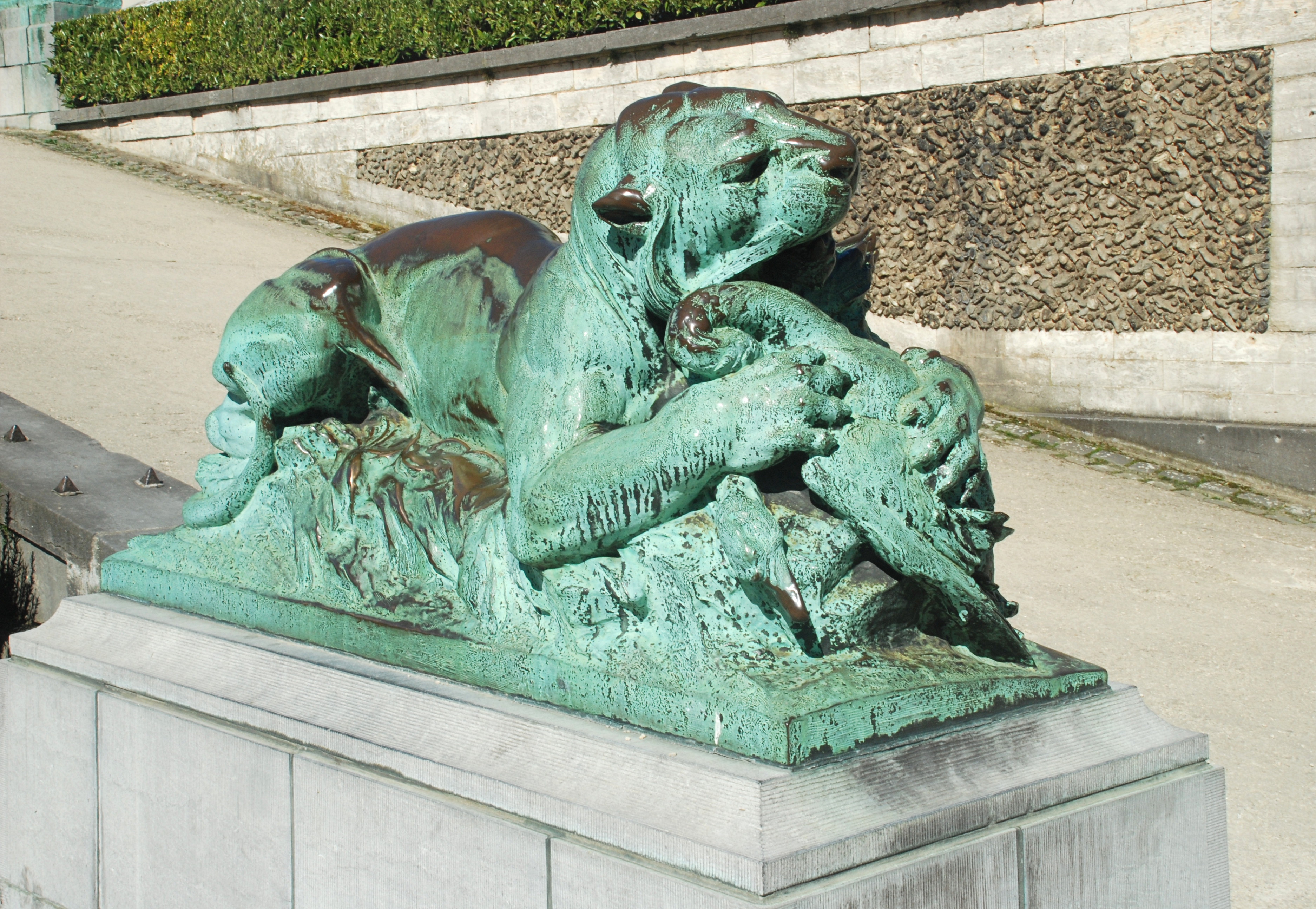
Le Tigre dévorant un cygne, Jardin Botanique de Bruxelles.

- s.d. : Statues La Foi et L'espérance, bronzes aux Arcades du Cinquentenaire à Bruxelles.

## Distinctions
- Officier de l'ordre de la Couronne[2] (Belgique).
- Chevalier de l'ordre de Léopold le 19 mars 1903 (Belgique)[9].